# IFPI香港唱片銷量大獎頒獎禮2012
IFPI香港唱片銷量大獎頒獎禮2012是於2013年2月26日在九龍灣國際展貿中心舉辦，並於2013年3月9日在無線電視翡翠台晚上九時播出。獎項由國際唱片業協會（香港會）（簡稱「香港IFPI」）主辦，獎勵前一年最暢銷的音樂作品以及有突出成就的藝人。IFPI香港唱片銷量大獎頒獎典禮是由核數師計算香港地區2012年的唱片銷量，後頒發獎項予最高銷量的唱片。
劉德華在本屆獲得6項大獎，成為當晚獲獎最多的藝人。容祖兒，G.E.M.，古巨基和Twins各自獲得4項大獎緊隨其後。

## 演出
- C AllStar、Closer、goldEN、RubberBand、Super Girls、Twins、王菀之、古巨基、何韻詩、李樂詩、林欣彤、林　峯、胡鴻鈞、容祖兒、馬逢國、張德蘭、許廷鏗、陳法拉、陳僖儀、陳潔麗、黃貫中、楊千嬅、葉振棠、達明一派、劉德華、鄧紫棋、鍾嘉欣、羅力威、顧嘉煇等

## 嘉賓
- 楊子衡、廖永亮

## 得獎名單

### 十大銷量廣東唱片
- 《2 Be Free》——Twins
- 《BLUE》——許廷鏗
- 《Easy》——RubberBand
- 《告別我的戀人們》——古巨基
- 《新預言書》——C AllStar
- 《Self-Portrait》——林峯
- 《Purely Lily陳潔麗》——陳潔麗
- 《火鳥》——楊千嬅
- 《我們的劉德華 Greatest Hits 2012 (粵)》——劉德華
- 《Love Love Love》——鍾嘉欣

### 十大銷量國語唱片
- 《A小調協奏曲》——黃貫中
- 《Moment》——容祖兒
- 《Xposed》——G.E.M.
- 《To My Love 影音館》——田馥甄
- 《花又開好了》——S.H.E
- 《大小說家》——林宥嘉
- 《A-Mei Acoustic Best HQCD》——張惠妹
- 《我們的劉德華 Greatest Hits 2012 (國)》——劉德華
- 《羅力威》——羅力威
- 《有我在GoodShow》——羅志祥

### 十大數碼暢銷歌曲
| 十大暢銷數碼歌曲得獎名單 | 十大暢銷數碼歌曲得獎名單 | 十大暢銷數碼歌曲得獎名單 | 十大暢銷數碼歌曲得獎名單                 | 十大暢銷數碼歌曲得獎名單 | 十大暢銷數碼歌曲得獎名單 |
|                          | 歌曲                     | 主唱                     | 專輯                                     |                          |                          |
| 1                        | 天梯                     | C AllStar                | 《我們的胡士托》                         |                          |                          |
| 2                        | 那些年                   | 胡夏                     | 《那些年，我們一起追的女孩電影原聲大碟》 |                          |                          |
| 3                        | 面具                     | 許廷鏗                   | 《Blue藍調》                             |                          |                          |
| 4                        | 樹藤                     | 林欣彤                   | 《Love is Light》                        |                          |                          |
| 5                        | 戀無可戀                 | 古巨基                   | 《告別我的戀人們》                       |                          |                          |
| 6                        | 我不願讓你一個人         | 五月天                   | 《第二人生》                             |                          |                          |
| 7                        | I'm Still Loving You     | 連詩雅                   | 《Movin' On》                            |                          |                          |
| 8                        | 到此為止                 | 連詩雅                   | 《Movin' On》                            |                          |                          |
| 9                        | 那誰                     | 蘇永康                   | 《那誰》                                 |                          |                          |
| 10                       | 花千樹                   | 容祖兒                   | 《Joey & Joey》                          |                          |                          |
| ------------------------ | ------------------------ | ------------------------ | ---------------------------------------- | ------------------------ | ------------------------ |

### 全年最高暢量本地現場錄製音像出品
- 《Concert YY》——黃偉文

### 十大銷量本地現場錄製音像出品
- 《TWINS3650新城演唱會》——Twins
- 《Amazing World Live 2011》——古巨基
- 《夢——還沒有完》——何韻詩
- 《Neway Music Live X 林欣彤音樂會》——林欣彤
- 《Joey & Joey 新城容祖兒音樂會》——容祖兒
- 《Concert YY》——黃偉文
- 《明日之歌廳音樂會》——黃耀明
- 《Minor Classics Live》——楊千嬅
- 《兜兜轉轉演演唱唱會Live》——達明一派
- 《Unforgettable中國巡迴演唱會2011》——劉德華

### 最暢銷音樂, 電影電視原聲及精選唱片
- 《春嬌與志明》——OST
- 《LOVE TV情歌精選3》——Various Artists
- 《年度熱愛2011》——Various Artists
- 《英皇七十週年音樂強陣專輯》——Various Artists
- 《黃偉文-Y100》——Various Artists

### 最暢銷日韓語唱片
- 《1830m》——AKB48
- 《Emi Fujita Melodic Best HQCD》——藤田惠美
- 《Sexy, Free & Single》——Super Junior
- 《Super Show 3 Live》——Super Junior
- 《MOVE LIKE THIS》——w-inds.

### 最暢銷古典、戲曲唱片
- 《任曲笙韻》——龍劍笙
- 《龍情詩意半世紀》——龍劍笙與梅雪詩

### 十大銷量本地歌手
- 容祖兒
- Twins
- G.E.M.
- 王菀之
- 古巨基
- 何韻詩
- 許廷鏗
- 楊千嬅
- 劉德華
- 龍劍笙與梅雪詩

### 最暢銷本地女新人
- 陳法拉
- 歌莉雅
- 陳僖儀

### 最暢銷本地男新人
- 亢帥克
- 胡鴻鈞
- 羅力威

### 最暢銷本地新人組合
- Closer
- goldEN
- Super Girls

### 全年最高銷量廣東唱片
- 《我們的劉德華》——劉德華

### 全年最高銷量國語唱片
- 《Xposed》——G.E.M.

### 全年最高銷量本地組合
- Twins

### 全年最高銷量本地女歌手
- G.E.M.

### 全年最高銷量本地男歌手
- 劉德華

### IFPI香港音樂文化貢獻大獎
- 顧嘉煇